# امیریه، اردن
ال امیریه یک منطقهٔ مسکونی در اردن است که در استان عمان واقع شده‌است.